# Alex Wolff
Alexander Draper Wolff (Manhattan, New York, USA, 1997. november 1.) amerikai színész, rendező, író és zenész.
Bátyjával, Nat-tel együtt szerepelt a Nickelodeon The Naked Brothers Band (2007–2009) című sorozatában, amelyet a fiúk anyja, Polly Draper készített.

## Élete és pályafutása
Manhattanben (New York) született. Polly Draper színésznő és Michael Wolff író és jazz zongorista fia. Van egy  öccse, Nat Wolff, aki színész és zenész. Apja zsidó, míg édesanyja keresztény.

## Filmográfia

### Film
| Év   | Magyar cím                  | Eredeti cím                        | Szerep                        | Magyar hang      | Rendező              |
| ---- | --------------------------- | ---------------------------------- | ----------------------------- | ---------------- | -------------------- |
| 2005 |                             | The Naked Brothers Band: The Movie | Alex Wolff                    |                  | Polly Draper         |
| 2011 | Fent, a Pipacs-dombon       | From Up on Poppy Hill              | Riku Matsuzaki (angol hangja) |                  | Mijazaki Goró        |
| 2011 | A bébisintér                | The Sitter                         | Clayton                       |                  | David Gordon Green   |
| 2013 | Útmutató madárfigyelőknek   | A Birder's Guide to Everything     | Timmy Barsky                  |                  | Rob Meyer            |
| 2013 |                             | Hair Brained                       | Eli Pettifog                  |                  | Billy Kent           |
| 2015 |                             | Coming Through the Rye             | Jamie Schwartz                |                  | James Steven Sadwith |
| 2016 | Bazi nagy görög lagzi 2.    | My Big Fat Greek Wedding 2         | Bennett                       | Baráth István    | Kirk Jones           |
| 2016 |                             | The Standoff                       | Zane                          |                  | Ilyssa Goodman       |
| 2016 | A hazafiak napja            | Patriots Day                       | Dzsohar Carnajev              | Gacsal Ádám      | Peter Berg           |
| 2017 | Telivérek                   | Thoroughbreds                      | srác a bulin (cameo)          | Baráth István    | Cory Finley          |
| 2017 |                             | The House of Tomorrow              | Jared Whitcomb                |                  | Peter Livolsi        |
| 2017 | Barátom, Dahmer             | My Friend Dahmer                   | John 'Derf' Backderf          | Kékesi Gábor     | Marc Meyers          |
| 2017 | Jumanji – Vár a dzsungel    | Jumanji: Welcome to the Jungle     | Spencer Gilpin                | Csiby Gergely    | Jake Kasdan          |
| 2018 | Örökség                     | Hereditary                         | Peter Graham                  | Berkes Bence     | Ari Aster            |
| 2018 |                             | Dude                               | Noah                          |                  | Olivia Milch         |
| 2018 |                             | Stella's Last Weekend              | Jack                          |                  | Polly Draper         |
| 2019 |                             | The Cat and the Moon               | Nick                          |                  | Alex Wolff           |
| 2019 |                             | Castle in the Ground               | Henry                         |                  | Joey Klein           |
| 2019 | Romlott oktatás             | Bad Education                      | Nick Fleischman               | Czető Ádám       | Cory Finley          |
| 2019 |                             | Human Capital                      | Ian Warfield                  |                  | Marc Meyers          |
| 2019 | Jumanji – A következő szint | Jumanji: The Next Level            | Spencer Gilpin                | Csiby Gergely    | Jake Kasdan          |
| 2021 | Disznó                      | Pig                                | Amir                          | Baráth István    | Michael Sarnoski     |
| 2021 | Idő                         | Old                                | Trent Cappa 15 évesen         | Kenéz Ágoston    | M. Night Shyamalan   |
| 2023 | Egy jó ember                | A Good Person                      | Mark                          | Csiby Gergely    | Zach Braff           |
| 2023 |                             | The Line                           | Tom                           |                  | Ethan Berger         |
| 2023 | Oppenheimer                 | Oppenheimer                        | Luis Walter Alvarez           | Fülöp Tamás      | Christopher Nolan    |
| 2024 | Hang nélkül: Első nap       | A Quiet Place: Day One             | Reuben                        | Keresztény Tamás | Michael Sarnoski     |

### Televízió
| Év        | Magyar cím                 | Eredeti cím             | Szerep       | Megjegyzések |
| --------- | -------------------------- | ----------------------- | ------------ | ------------ |
| 2007–2009 |                            | The Naked Brothers Band | Alex Wolff   | főszereplő   |
| 2009      | Beugrós csapatanyapótló    | Mr. Troop Mom           | Alex Wolff   | tévéfilm     |
| 2009      | Monk – A flúgos nyomozó    | Monk                    | Brian Willis | 1 epizód     |
| 2010      | In Treatment – A terapeuta | In Treatment            | Max Weston   | 7 epizód     |
| 2016      | Válás                      | Divorce                 | Cole         | 2 epizód     |
| 2017      |                            | Red Oaks                | igazgató     | 1 epizód     |
| 2017      |                            | Crash & Burn            | Gabriel      | próbaepizód  |